# Eddie Steeples
Eddie Steeples (ur. 25 listopada 1973 w Spring) – amerykański aktor filmowy i telewizyjny, znany w Polsce głównie z roli Darnella „Crab Man” Turnera w serialu NBC Na imię mi Earl.
W Ameryce jest kojarzony przede wszystkim z serii reklam telewizyjnych przyborów firmy OfficeMax.